# Ensemble Stars!
Ensemble Stars! (あんさんぶるスターズ！?, Ansanburu Sutāzu!) è un franchise giapponese di proprietà dell'azienda Happy Elements. La serie nasce come gioco di carte collezionabili incrementale per dispositivi mobili, incentrato su diversi gruppi idol e spin-off del precedente Ensemble Girls! e distribuito nel corso del 2015. Questa versione è anche disponibile in Cina, Taiwan e Corea del Sud.
Dal videogioco sono stati tratti diversi manga, un romanzo, una serie televisiva anime, realizzata da David Production e trasmessa dal 7 luglio al 22 dicembre 2019, un film, una serie ONA, uno spettacolo musicale e diversi CD e raccolte. 
Il gioco è stato poi rilanciato nel 2020, in due applicazioni separate: Ensemble Stars!! Basic, che riprende il gameplay dell'applicazione precedente ma segue i personaggi al di fuori dell'accademia e direttamente nel mondo degli idol, ed Ensemble Stars!! Music, che è invece un videogioco ritmico. Quest'ultima versione, oltre a essere presente anche nei paesi precedenti, è disponibile pure nei paesi anglofoni.

## Personaggi

### Personaggi principali

#### Trickstar
Subaru Akehoshi (明星 スバル?, Akehoshi Subaru)
Doppiato da: Tetsuya Kakihara
Hokuto Hidaka (冰鷹 北斗?, Hidaka Hokuto)
Doppiato da: Tomoaki Maeno
Makoto Yūki (遊木 真?, Yūki Makoto)
Doppiato da: Showtaro Morikubo
Mao Isara (衣更 真緒?, Isara Mao)
Doppiato da: Yūki Kaji
Anzu (あんず?, Anzu)
Doppiato da: Maaya Sakamoto
La protagonista dell'intera storia di Ensemble Stars!.

### Accademia privata Yumenosaki

#### Fine
Eichi Tenshouin (天祥院 英智?, Tenshōin Eichi)
Doppiato da: Hikaru Midorikawa
Tori Himemiya (姫宮 桃李?, Himemiya Tori)
Doppiato da: Ayumu Murase
Yuzuru Fushimi (伏見 弓弦?, Fushimi Yuzuru)
Doppiato da: Kotaro Hashimoto
Wataru Hibiki (日々樹 渉?, Hibiki Wataru)
Doppiato da: Takuya Eguchi

#### UNDEAD
Rei Sakuma (朔間 零?, Sakuma Rei)
Doppiato da: Toshiki Masuda
Adonis Otogari (乙狩アドニス?, Otogari Adonisu)
Doppiato da: Wataru Hatano
Koga Ogami (大神晃牙?, Ōgami Koga)
Doppiato da: Yūki Ono
Kaoru Hakaze (羽風 薫?, Hakaze Kaoru)
Doppiato da: Kei Hosogai

#### Valkyrie
Mika Kagehira ((影片みか?, Kagehira Mika)
Doppiato da: Jun Osuka
Shu Itsuki (斎宮宗?, Itsuki Shū)
Doppiato da: Hiroki Takahashi

#### Knights
Tsukasa Suou (朱桜司?, Suō Tsukasa)
Doppiato da: Reio Tsuchida
Arashi Narukami (鳴上嵐?, Narukami Arashi)
Doppiato da: Ryo Kitamura
Arashi è un membro dei Knights ed le ci si riferisce come "onee" e parla usando un linguaggio femminile.
Ritsu Sakuma (朔間凛月?, Sakuma Ritsu)
Doppiato da: Daiki Yamashita
Izumi Sena (濑名泉?, Sena Izumi)
Doppiato da: Masami Ito
Leo Tsukinaga (月永レオ?, Tsukinaga Leo)
Doppiato da: Shintarō Asanuma

#### Ryuseitai
Tetora Nagumo (南雲鉄虎?, Nagumo Tetora)
Doppiato da: Yoshiki Nakajima
Shinobu Sengoku (仙石忍?, Sengoku Shinobu)
Doppiato da: Anju Nitta
Midori Takamine (高峯翠?, Takamine Midori)
Doppiato da: Takumi Watanabe
Chiaki Morisawa (守沢千秋?, Morisawa Chiaki)
Doppiato da: Yuichi Jose
Kanata Shinkai (深海奏汰?, Shinkai Kanata)
Doppiato da: Kōtarō Nishiyama

#### Ra*bits
Nazuna Nito (仁兎なずな?, Nito Nazuna)
Doppiato da: Yuki Yonai
Hajime Shino (紫之創?, Shinō Hajime)
Doppiato da: Tomoya Kosaka
Tomoya Mashiro (真白友也?, Mashiro Tomoya)
Doppiato da: Shunya Hiruma
Mitsuru Tenma (天満光?, Tenma Mitsuru)
Doppiato da: Junya Ikeda

#### 2twink
Yuta Aoi (葵ゆうた?, Aoi Yūta) e Hinata Aoi (葵ひなた?, Aoi Hinata)
Doppiato da: Sōma Saitō

#### Akatsuki
Soma Kanzaki (神崎颯馬?, Kanzaki Sōma)
Doppiato da: Keisuke Kaminaga
Keito Hasumi (蓮巳敬人?, Hasumi Keito)
Doppiato da: Yūichirō Umehara
Kuro Kiryu (鬼龍紅郎?, Kiryu Kuro)
Doppiato da: Shinichiro Kamio

#### MaM
Madara Mikejima (三毛縞斑?, Mikejima Madara)
Doppiato da: Kōsuke Toriumi

#### Switch
Natsume Sakasaki (逆先夏目?, Sakasaki Natsume)
Doppiato da: Kenji Nojima
Sora Harukawa (春川宙?, Harukawa Sora)
Doppiato da: Kazutomi Yamamoto
Tsumugi Aoba (青葉つむぎ?, Aoba Tsumugi)
Doppiato da: Kaito Ishikawa

### Accademia Shuuetsu

#### Adam
Nagisa Ran (乱凪砂?, Ran Nagisa)
Doppiato da: Jun'ichi Suwabe
Ibara Saegusa (七種茨?, Saegusa Ibara)
Doppiato da: Ryōta Ōsaka

### Accademia Reimei

#### Eve
Hiyori Tomoe (巴日和?, Tomoe Hiyori)
Doppiato da: Natsuki Hanae
Jun Sazanami (漣 ジュン?, Sazanami Jun)
Doppiato da: Yuma Uchida

### Ensemble Square

#### Alkaloid
Hiiro Amagi (天城一彩?, Amagi Hiiro)
Doppiato da: Gakuto Kajiwara
Aira Shiratori (白鳥藍良?, Shiratori Aira)
Doppiato da: Kōhei Amasaki
Mayoi Ayase (礼瀬 マヨイ?, Ayase Mayoi)
Doppiato da: Chiharu Shigematsu
Tatsumi Kazehaya (風早巽?, Kazehaya Tatsumi)
Doppiato da: Masatomo Nakazawa

#### Crazy:B
Rinne Amagi (天城燐音?, Amagi Rinne)
Doppiato da: Yohei Azakami
HiMERU (ひめる?, Himeru)
Doppiato da: Jun Kasama
Niki Shiina (椎名 ニキ?, Shiina Niki)
Doppiato da: Tomohiro Yamaguchi
Kohaku Oukawa (桜河 こはく?, Oukawa Kohaku)
Doppiato da: Kaito Tasuku

### Personaggi secondari
Jin Sagami (佐賀美陣?, Sagami Jin)
Doppiato da: Tomoyasu Hishiba
Akiomi Kunugi (椚章臣?, Kunugi Akiomi)
Doppiato da: Wataru Komada

## Media

### Videogioco
Il gioco Ensemble Stars! è stato pubblicato per Android il 28 aprile 2015 e per iOS il 1º maggio 2015. Il 9 marzo 2020 l'app è stata aggiornata e rilanciata sotto forma di due nuovi giochi distinti: Basic, il gioco originale con contenuti e sviluppi narrativi inediti; e Music, un nuovo videogioco ritmico. Nel giugno 2020 Happy Elements ha annunciato di aver cambiato la valutazione dell'App Store del gioco da 4+ a 17+.

### Manga
Un adattamento manga scritto e illustrato da Ichi Sayo è stato lanciato sulla rivista shōjo Aria di Kōdansha il 28 agosto 2015 e si è concluso il 28 dicembre 2016. In seguito è stato raccolto in quattro volumi tankōbon.
Una serie parodistica scritta dal creatore di Pop Team Epic, Ensembukubu Stars! (あんさんぶくぶスターズ!?) e originariamente pubblicata sul web e su Denkegi Girl's Style, è stata raccolta in due volumi pubblicati da ASCII Media Works, intitolati Ensembukubu Stars! ed Ensembukubu Stars!! rispettivamente.

### Anime
Un adattamento anime della serie è stato annunciato nel dicembre 2015. Il debutto della serie era previsto nel 2017, ma lo staff nel febbraio 2017 ha annunciato di averla posticipata a data successiva. La serie è stata prodotta da David Production ed è andata in onda dal 7 luglio al 22 dicembre 2019 su Tokyo MX, SUN, KBS, TVA e BS11. Il regista era Masakazu Hishida con lo pseudonimo di Junpaku Yagurashita. Yasufumi Soejima era il direttore della serie, con Shinichi Inotsume come capo scrittore, e Haruko Iizuka, Tomoyuki Shitaya ed Eri Nagata come designer dei personaggi. Akira era lo sceneggiatore e Tatsuya Kato ha composto la musica della serie. Funimation ha acquisito la serie per lo streaming in Nord America; il simuldub è stato presentato per la prima volta il 4 agosto 2019.
Una serie in CGI e basata sulla storia Element, composta di sei episodi, è andata in onda l'aprile del 2023 in Giappone.

### Film
Un film, intitolato Ensemble Stars!! Road to Show!! (あんさんぶるスターズ!! -Road to Show!!-?), è uscito nei cinema giapponesi il 4 marzo 2022, e ha incassato più di 370 milioni di yen.